# Lomami

Lomamis läge i Kongo-Kinshasa.

Lomami är en provins i Kongo-Kinshasa, som bildades ur den tidigare provinsen Kasaï-Oriental  enligt planer i den nya konstitutionen 2006, genomförda 2015. Huvudstad är Kabinda och officiella språk swahili och tshiluba. Provinsen har 2 miljoner invånare. Den har fått namn efter Lomamifloden.
Lomami var en självständig provins också mellan 1962 och 1966, innan den gick upp i Kasaï-Oriental som distriktet Kabinda. Den delas administrativt in i territorierna Ngandajika, Kabinda, Kamiji, Lubao och Luilu. De tre stora etniska grupperna är songye, kanyok och luba.